# Christian Bonatti
Christian Bonatti (* 13. Mai 1960 in Nordfrankreich) ist ein französischer Mathematiker, der sich mit Dynamischen Systemen und Blätterungen befasst.

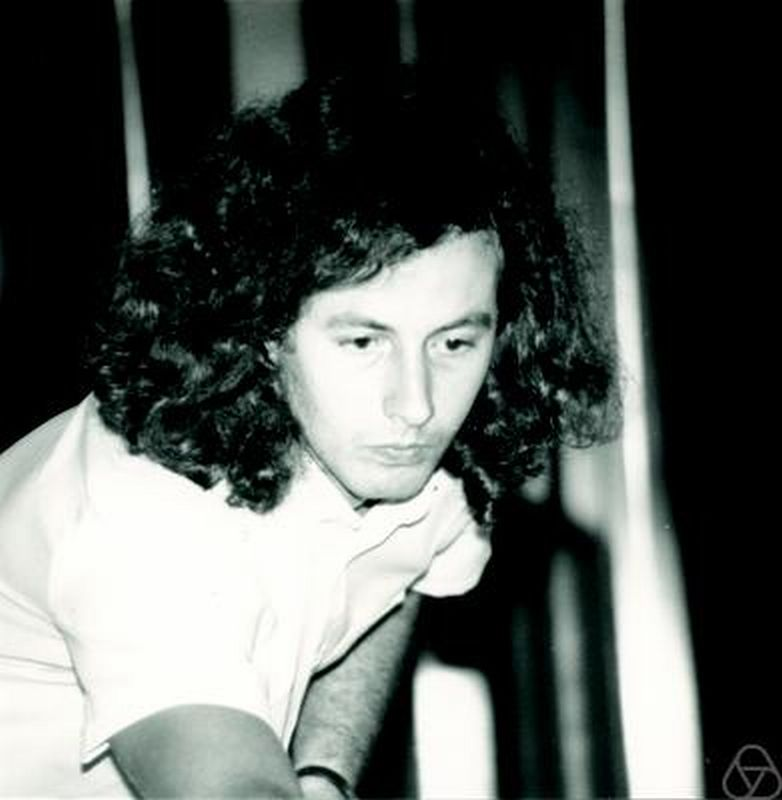
Christian Bonatti, Oberwolfach 1987

Bonatti wurde 1984 an der Universität Paris-Süd bei Harold William Rosenberg promoviert (Sur l'existence et la stabilité des feuilletages sur des variétés de dimension 3 et 4). Er ist Professor an der Universität von Burgund in Dijon und am Institut de Mathématiques de Bordeaux. Außerdem forscht er für das CNRS.
2009 löste er mit Sylvain Crovisier und Amie Wilkinson das Zentralisator-Problem für Diffeomorphismen im {\displaystyle C^{1}}-Fall. Das Problem war eines aus einer Liste 18 offener Probleme von Stephen Smale (Smale-Probleme, 1998).
2000 erhielt er den Prix Servant. 2002 war er Gastredner auf dem Internationalen Mathematikerkongress in Peking ({\displaystyle C^{1}} generic dynamics: tame and wild behaviour).

## Schriften
- mit Rémi Langevin: Diffeomorphisms de Smale de surfaces. Astérisque, Band 250, SMF 1998.
- mit Lorenzo J. Díaz, Marcelo Viana: Dynamics Beyond Uniform Hyperbolicity: A Global Geometric and Probabilistic Perspective. Springer Verlag, 2005.
- mit M.-C. Arnaud, Sylvain Crovisier: Dynamiques symplectiques génériques. Ergodic Theory Dynam. Systems 25 (2005), 1401--1436.
- mit Abdenur, Crovisier, Diaz, Wen: Periodic points and homoclinic classes. Ergodic Theory Dynam. Systems 26 (2006), 1–22.
- mit Abdenur, Crovisier, Diaz: Generic diffeomorphisms on compact surfaces. Fundamenta Mathematicae 187 (2005), 127–159.
- mit S. Crovisie: Récurrence et généricité. Invent. Math. 158 (2004), 33--104.
- Pugh Closing Lemma, Scholarpedia